# Brushstroke
Brushstroke est une sculpture réalisée par Roy Lichtenstein. Elle fut livrée au Hirshhorn Museum and Sculpture Garden le 16 septembre 2003 et fut inaugurée un peu plus d'un mois plus tard le 25 octobre 2003.